# Поліська округа

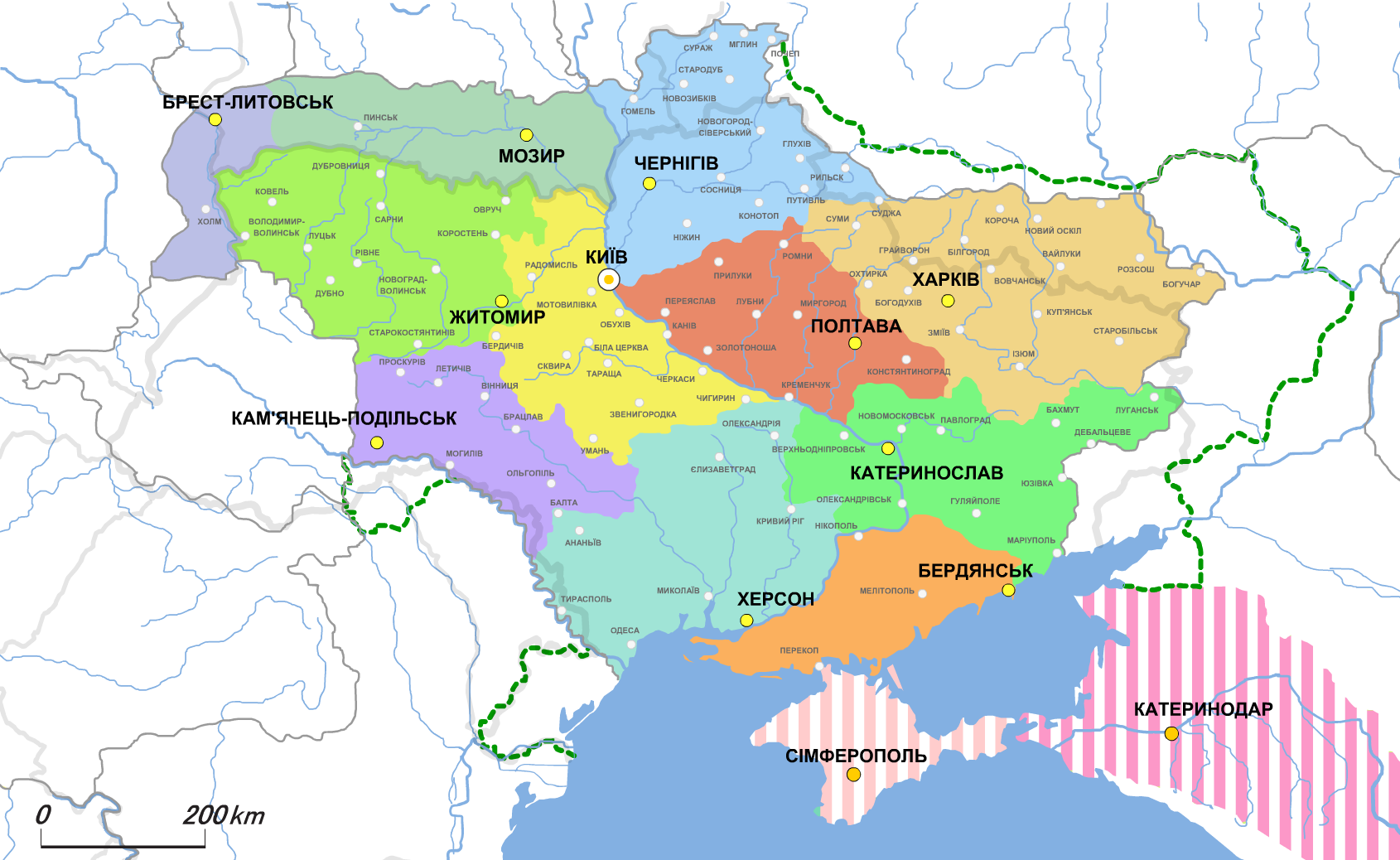
Адміністративно-територіальний поділ Української держави.
Поліська округа

Поліська окру́га— адміністративна одиниця Української Держави. Створена 14 серпня 1918 року за постановою Ради Міністрів. Адміністративний центр розташовувався у місті Мозир. Очолювалася старостою. Інша назва — Поліське староство. Межувала з німецькою окупацією Білорусі на півночі, з Холмською губернією на заході, з Волинською губернією на півдні, з Київською та Чернігівською на сході. Припинила існування у січні 1919 року із захопленням її території військами Радянської Росії·

## Старости Поліської округи
Петро Патон

## Короткі відомості
До складу округи входили:
- Мозирський повіт Київської губернії (колишня Мінська губернія Російської імперії).
- Річицький повіт Київської губернії (колишня Мінська губернія Російської імперії).
- Пінський повіт Волинської губернії (колишня Мінська губернія Російської імперії).
- Слуцький повіт (південні райони) (колишня Мінська губернія Російської імперії).
- Бобруйський повіт[ru] (південні райони) (колишня Мінська губернія Російської імперії).

Входження Полісся до складу України було схвалено Німецькою імперією, яка не визнавала легітимності Білоруської Народної Республіки.